# James Anderson (fotograf)

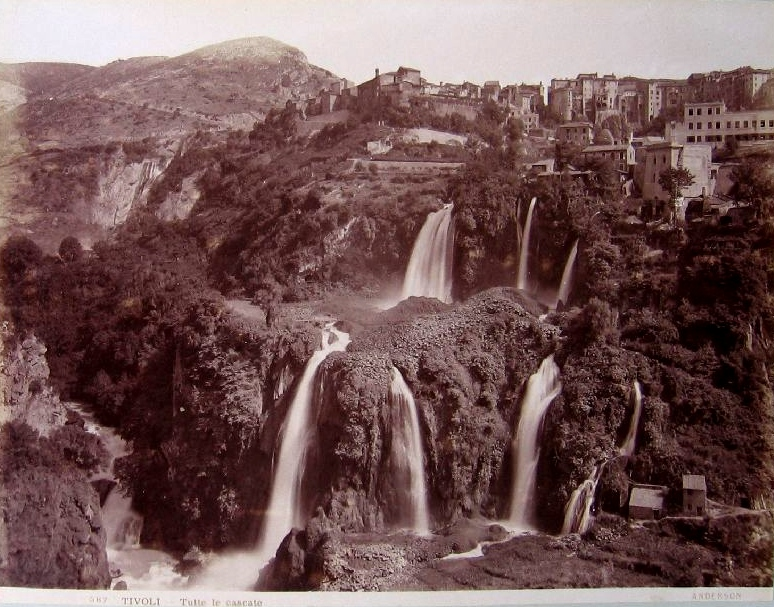
Vodopády v parku Villa Gregoriana na řece Aniene, Tivoli

James Anderson (někdy James Isaac Atkinson Anderson 1813, Anglie – 1877 Itálie) byl anglický fotograf, který v Římě založil rodinnou fotografickou firmu Fotografia Anderson a byl jedním z nejaktivnějších fotografů v druhé polovině 19. století.

## Život a dílo
Narodil se v roce 1813 v Anglii. V roce 1838 se odstěhoval do Itálie jako malíře akvarelů pod jménem Isaac Atkinson. V Římě na náměstí Piazza Fiume založil fotografické studio. Fotografoval běžný život ve městech jako jsou Řím, Benátky nebo Assisi. Zachytil starověké památky, architekturu nebo panoramata vedut. Ve velkém poskytoval fotografické tisky uměleckých děl italských, španělských a anglických muzeí.
Zemřel v roce 1877 a po jeho smrti převzal rodinnou firmu jeho syn Domenico Anderson. Po smrti Domenica Andersona rodinný archiv získala nadace bratří Alinariů z Florencie. V roce 1960 bylo 40 000 desek zhotovených třemi generacemi rodiny Andersonových prodáno Istituto Italiano per la Collaborazione Culturale. Společnosti Fratelli Alinari a Fotografia Anderson byly dvě firmy, které se nejvíce objevovaly v souvislosti s publikací uměleckých děl o italském umění.

## Sbírky
- Fratelli Alinari
- Promenade méditerranéenne

## Galerie

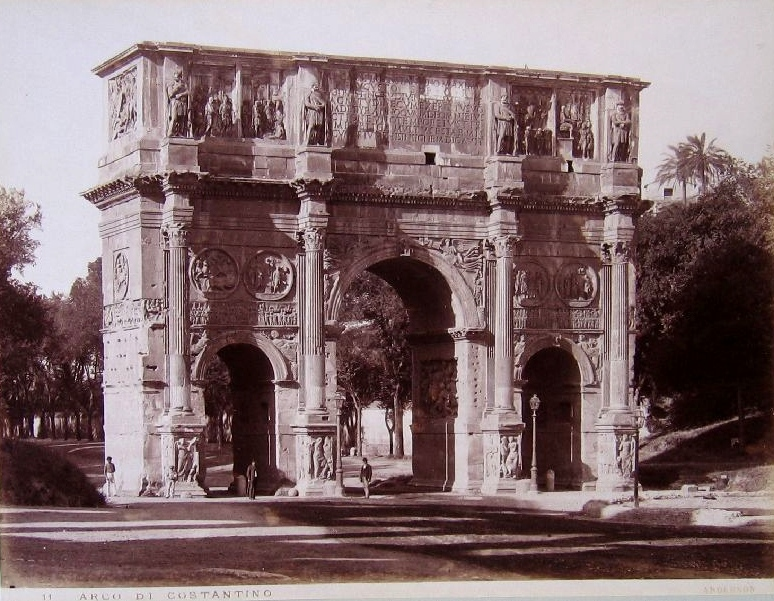
Konstantinův oblouk
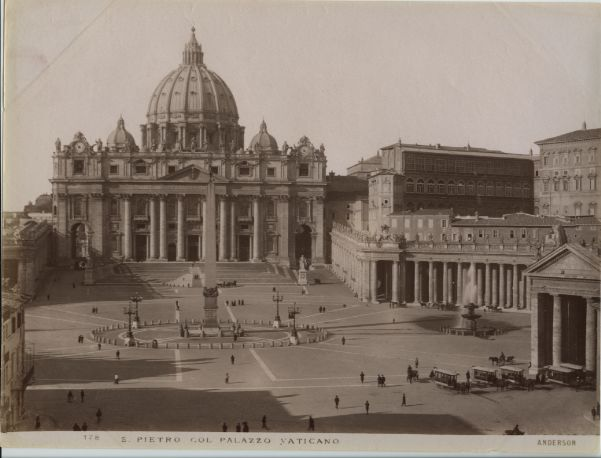
Bazilika svatého Petra v Římě
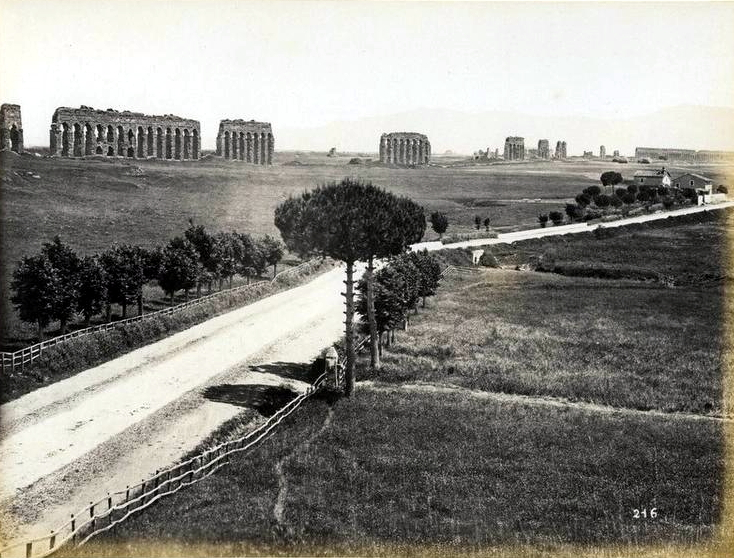
Via Appia Nuova a akvadukt de Claude
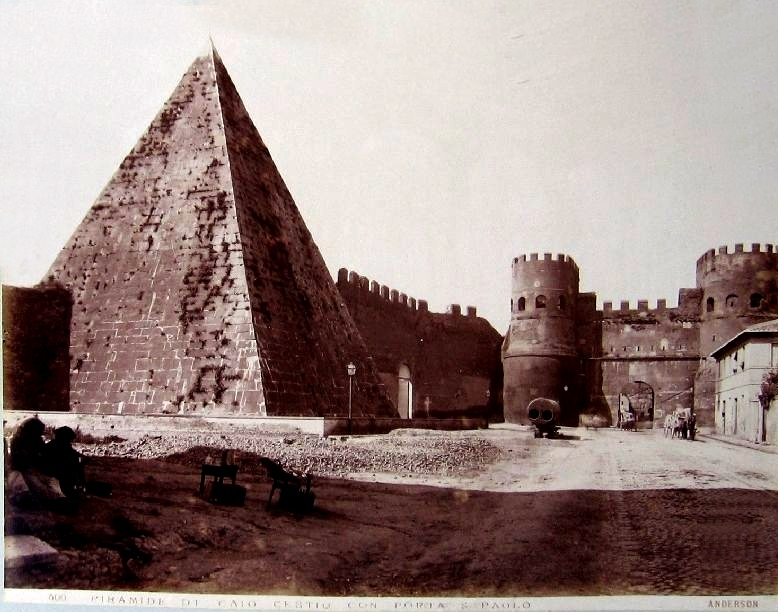
Cestiova pyramida a Porta San Paolo, Řím
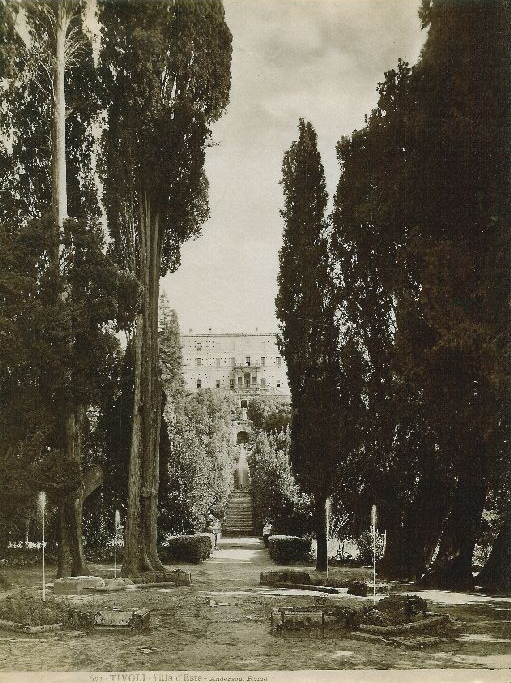
Villa d'Este v Tivoli
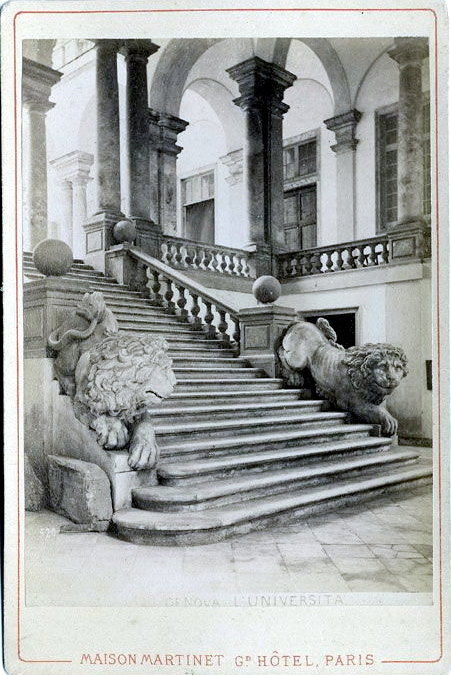
Univerzita Università degli Studi di Genova
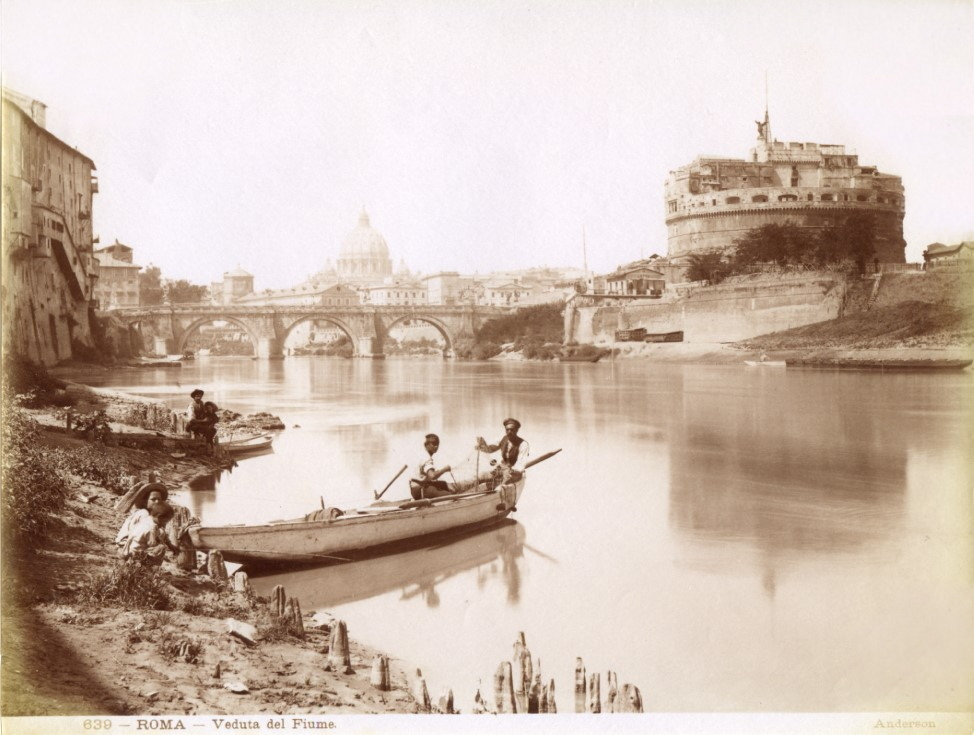
Římská Tibera, Andělský hrad a kopule Sv. Petra